# Nikolàievka (Partizanski)
Nikolàievka - Николаевка (rus) - és un possiólok (un poble) del krai de Primórie, a l'Extrem Orient de Rússia, que en el cens del 2010 tenia 3.417 habitants. Pertany al districte rural de Partizanski.